# فرودگاه شهرستان والکر
فرودگاه والکر کانتی  (به انگلیسی: Walker County Airport) (به زبان بومی: Bevill Field) یک فرودگاه همگانی باربری است که یک باند فرود آسفالت دارد و طول باند آن ۱۵۲۵ متر است. این فرودگاه در کشور ایالات متحده آمریکا قرار دارد و در ارتفاع ۱۴۷ متری از سطح دریا واقع شده است.